# Cixius curvicostata
Cixius curvicostata är en insektsart som beskrevs av Van Stalle 1988. Cixius curvicostata ingår i släktet Cixius och familjen kilstritar. Inga underarter finns listade i Catalogue of Life.